# Slovak International 1998
Die Slovak International 1998 im Badminton fanden vom 8. bis zum 11. Oktober 1998 in Nitra statt.

## Sieger und Platzierte
| Disziplin    | Gold                         | Silber                      | Bronze                                |
| ------------ | ---------------------------- | --------------------------- | ------------------------------------- |
| Herreneinzel | Thomas Wapp                  | Richard Doling              | Pawel Uwarow                          |
| Herreneinzel | Thomas Wapp                  | Richard Doling              | Morten Bundgaard                      |
| Dameneinzel  | Ella Karachkova              | Markéta Koudelková          | Justine Willmott                      |
| Dameneinzel  | Ella Karachkova              | Markéta Koudelková          | Katy Brydon                           |
| Herrendoppel | Graham Hurrell Peter Jeffrey | Anthony Clark Ian Sullivan  | Marcin Burzynski Kamil Turonek        |
| Herrendoppel | Graham Hurrell Peter Jeffrey | Anthony Clark Ian Sullivan  | David Lindley Michael Scholes         |
| Damendoppel  | Lorraine Cole Tracy Dineen   | Katy Brydon Joanne Wright   | Markéta Koudelková Diana Stadniková   |
| Damendoppel  | Lorraine Cole Tracy Dineen   | Katy Brydon Joanne Wright   | Agnieszka Jaskuła Krystyna Polakowska |
| Mixed        | Anthony Clark Lorraine Cole  | David Lindley Joanne Wright | Piotr Żołądek Kamila Augustyn         |
| Mixed        | Anthony Clark Lorraine Cole  | David Lindley Joanne Wright | Przemysław Wacha Angelika Węgrzyn     |